# Passiflora retipetala
Passiflora retipetala är en passionsblomsväxtart som beskrevs av Maxwell Tylden Masters. Passiflora retipetala ingår i släktet passionsblommor, och familjen passionsblomsväxter. Inga underarter finns listade i Catalogue of Life.